# Mantequilla de Soria
La Mantequilla de Soria es producto lácteo original de la provincia de Soria, en la comunidad autónoma de Castilla y León, en España. Ostenta la categoría de Denominación de origen protegida. Sus variedades son natural, salada y dulce.

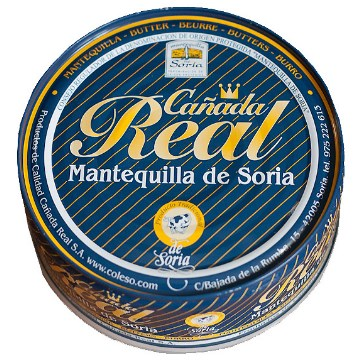
Envase típico de la Mantequilla de Soria.

## Figura de Calidad
La mantequilla de Soria es el primer producto lácteo derivado que alcanza una figura de calidad en la comunidad, después del Queso Zamorano y el Queso de Valdeón.
La mantequilla de Soria encontró el punto de apoyo para iniciar los trámites de una figura de calidad en 1999, a través de un pequeño grupo de ganaderos, de una cooperativa de transformación y de una asociación de confiteros elaboradores de mantequilla.
En 2004, el esfuerzo y el compromiso consiguieron la aprobación del reglamento y la posterior puesta en marcha del Consejo Regulador de la Denominación de Origen Protegida. La Cooperativa Lechera Soriana, creada en 1955 por cien ganaderos (de los que quedan únicamente tres) y las Mantequerías York fueron los primeros que apostaron por el proyecto.
El ámbito geográfico de la mantequilla de Soria incluye, casi en su totalidad, a la provincia soriana, salvo una pequeña zona al suroeste de la provincia en la que no hay tradición elaboradora. El paisaje soriano, la altitud y la composición de los pastos con su flora característica, contribuyen a la peculiaridad de la leche, que posteriormente se traslada a la mantequilla.

## Elaboración
Se elabora a partir de la materia grasa de leche de vaca de las razas frisona y pardo-alpina o sus cruces que proceden de explotaciones lecheras registradas en la Asociación y dentro de la zona de producción. La Denominación de Origen Protegida Mantequilla de Soria ampara a las tres variedades de mantequilla que, por tradición, se vienen elaborando en la provincia soriana, en las tipologías de natural, salada y dulce.
Las dos primeras se consiguen tras un proceso de desnatado y pasteurización. Alcanzada la acidez deseada tras la nata y tras el enfriamiento, se bate, se elimina el suero y se amasa lentamente hasta lograr la textura final que requiere el producto. La mantequilla dulce es un jarabe de agua y sacarosa que, después de hervirlo, se obtiene un almíbar que se mezcla con mantequilla natural. Permite la pigmentación coloreada, como es tradicional en esta categoría.

## Calidad
Las mantequillas pasan por un filtro organoléptico en función de sus características físico-químicas, que garantiza la calidad al consumidor. Desde 2007 se comercializan con la contraetiqueta del Consejo Regulador.